# Gunungsari (Maesan)
Gunungsari is een bestuurslaag in het regentschap Bondowoso van de provincie Oost-Java, Indonesië. Gunungsari telt 3448 inwoners (volkstelling 2010).